# بروس جاي نيلسون
بروس جاي نيلسون (بالإنجليزية: Bruce Jay Nelson)‏ هو عالم حاسوب أمريكي، ولد في 19 يناير 1952، وتوفي في 19 سبتمبر 1999 في تل أبيب في إسرائيل بسبب تسلخ الأبهر.